# NGC 879
NGC 879 ist eine Spiralgalaxie vom Hubble-Typ Sc im Sternbild Walfisch südlich des Himmelsäquators. Sie ist schätzungsweise 177 Millionen Lichtjahre von der Milchstraße entfernt und hat einen Durchmesser von etwa 35.000 Lichtjahren.
Das Objekt wurde von dem Astronomen Francis Leavenworth im Jahr 1886 mithilfe eines 26-Zoll-Teleskops entdeckt.